# Korîtnîțea, Lokaci
Korîtnîțea (în ucraineană Коритниця) este un sat în comuna Prîvitne din raionul Lokaci, regiunea Volînia, Ucraina.

## Demografie
Componența lingvistică a localității Korîtnîțea
     Ucraineană (99,32%)
     Alte limbi (0,68%)
Conform recensământului din 2001, majoritatea populației localității Korîtnîțea era vorbitoare de ucraineană (99,32%), existând în minoritate și vorbitori de alte limbi.